# Soproni Sándor
Soproni Sándor (Szentendre, 1926. november 21. – Budapest, 1995. november 20.) római korral foglalkozó régész, a szentendrei Ferenczy Múzeum régésze, később igazgatója.

## Élete

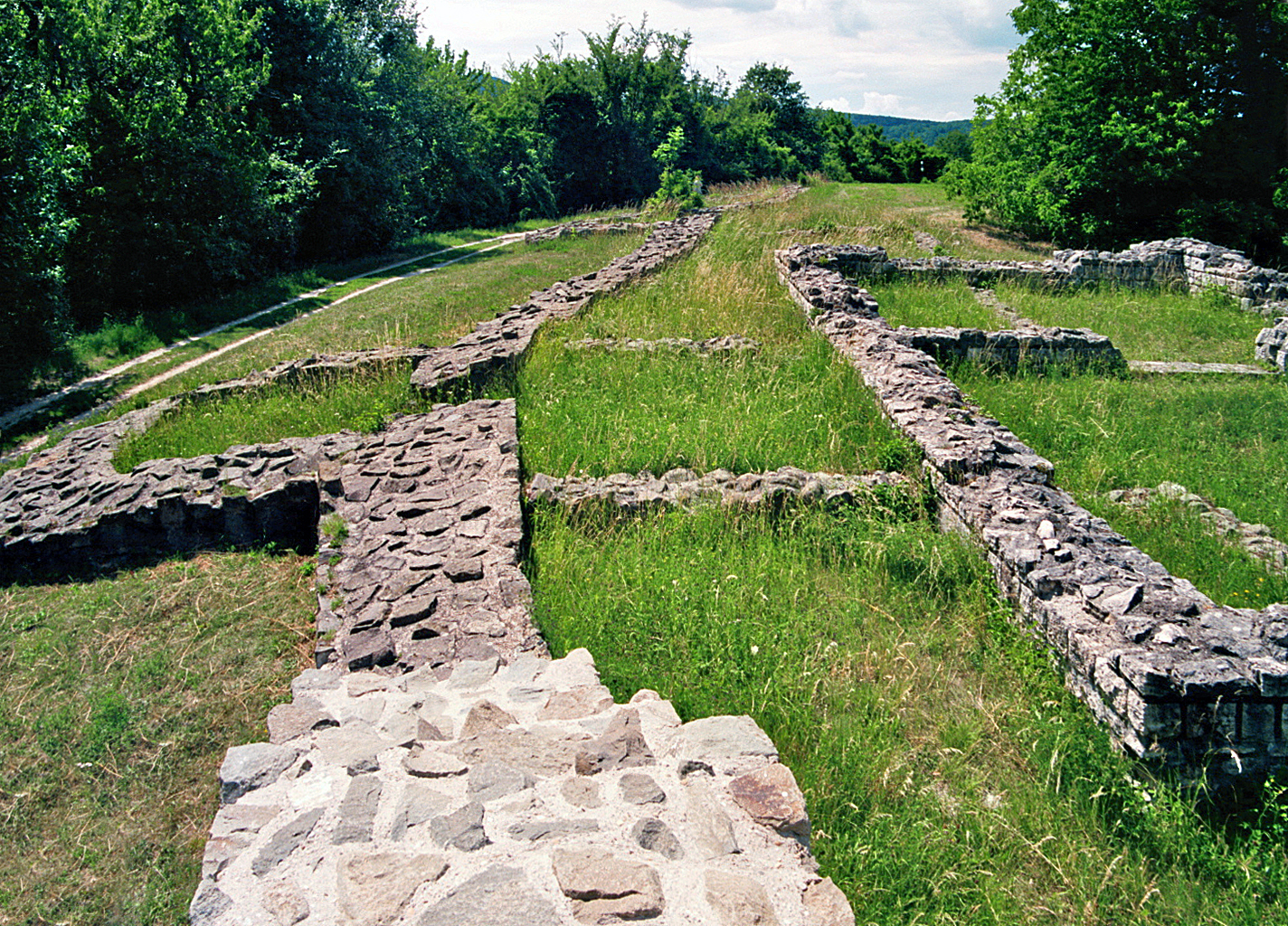
A visegrádi Sibrik-dombon feltárt római falak

A Budapesti Tudományegyetemen szerezte meg diplomáját régészetből. 1951-1961 között a szentendrei múzeum igazgatója volt. 1961-től a Magyar Nemzeti Múzeum Római Gyűjteményének munkatársa, 1975-től a Központi Régészeti Könyvtár igazgatója volt, majd a szegedi és a budapesti egyetem régészeti tanszékein tanított.Élete utolsó éveiben az ELTE Régészeti Tanszék oktatója volt, hagyatéka is a tanszéken maradt.
Elsősorban a pannoniai limes (Ripa Pannonica) kutatásával foglalkozott, melynek eredményeit több tanulmányban és egy monográfiában tette közzé. Foglalkozott epigráfiával, valamint Pannonia ókori földrajzi és települési viszonyaival.
Ásatásokat végzett többek között az alsóhetényi késő római erődben (Iovia), a visegrádi Sibrik-dombon lévő római táborban (Pone Navata), a Visegrád-malompataki kiserődben és a leányfalusi őrtoronyban. Budakalászon is ásatott, ahol a Luppa csárdánál egy badeni kultúrába sorolható temető került elő. A 177. sírból került elő a világhírű agyag kocsimodell.
Tagja volt az Osztrák Régészeti Intézetnek és a Német Régészeti Intézetnek is.

## Elismerései, emlékezete
- Dr. Soproni Sándor Római Kori Kőtár Bölcske
- 2010 Soproni Sándor emlékkonferencia

## Művei
- 1962 Kupferzeit. Grabfunde der Péceler Kultur aus der Donau-Theiß-Gegend, Transdanubien und Nordungarn. Inventaria archaeologica. Bonn. (tsz. Kalicz Nándor, Korek József)
- 1966 Szentendre. (tsz. Boros Lajos, Szombathy Viktor)
- 1967 Római kori súlyok Tolna megyéböl. Szekszárd.
- 1968 Tabula Imperii Romani: Aquincum, Sarmizegetusa, Sirmium. (szerk.)
- 1971 Römische Kultur in Pannonien. Berlin. (tsz. Edit Thomas)
- 1978 Der spätrömische Limes zwischen Esztergom und Szentendre. Budapest. ISBN 963-05-1307-2
- 1978 Szentendre a rómaiak korában. Szentendre. ISBN 9637521461
- 1981 Die Geschichte der Völker Ungarns von der Altsteinzeit bis zur ungarischen Landnahme. Budapest. ISBN 9635627874 (tsz. Tóth Endre)
- 1981 Brigetio (Fortsetzung) und die Limesstrecke am Donauknie. In: Die römischen Inschriften Ungarns. (RIU). 3. Lieferung. Budapest. ISBN 963-05-2374-4 (tsz. Barkóczi László)
- 1985 Die letzten Jahrzehnte des pannonischen Limes. München. ISBN 3406304532
- 2003 Sarmatisches Wallsystem im Karpatenbecken 2. Budapest. ISBN 963-9046-89-2 (tsz. Garam Éva, Patay Pál)

## Külső hivatkozások
- Római kor blog